# The Shepherd (2008)
The Shepherd ist ein US-amerikanischer Actionfilm aus dem Jahre 2008. Die Regie führte Isaac Florentine.

## Handlung
Jack Robideaux ist ein unerschrockener Undercover-Cop in New Orleans. Louisianas größte Stadt wird jedoch derweil mit einer Flut gigantischer Drogenlieferungen überflutet. Jacks Polizeichef findet heraus, dass die mexikanische Mafia dahintersteckt. Der Ursprung des Cracks liegt in einer 2000-köpfigen Kleinstadt an der amerikanisch-mexikanischen Grenze. Jack soll dort hinfahren und der Grenzpolizei bei der Zerschlagung des brutalen Drogenkartells helfen. Bald stellt sich heraus, dass Billy Pawnell der Boss der kriminellen Vereinigung ist. Jack hat mit ihm früher für die United States Navy Seals gearbeitet und wurde von Pawnell bei einem Einsatz verraten. Alle Soldaten bis auf Jack starben. Durch diesen besonderen Fund wird die Mission für Robideaux zum Privatkrieg, den der Ex-Söldner mit Hilfe der Grenzpolizei in einem Showdown gewinnen kann.

## Kritik
Das Lexikon des internationalen Films urteilte, es handle sich bei dieser Produktion um die „übliche Prügel- und Schießunterhaltung mit Altstar van Damme in einem mager budgetierten Actionfilm.“